# Fähre Rosso

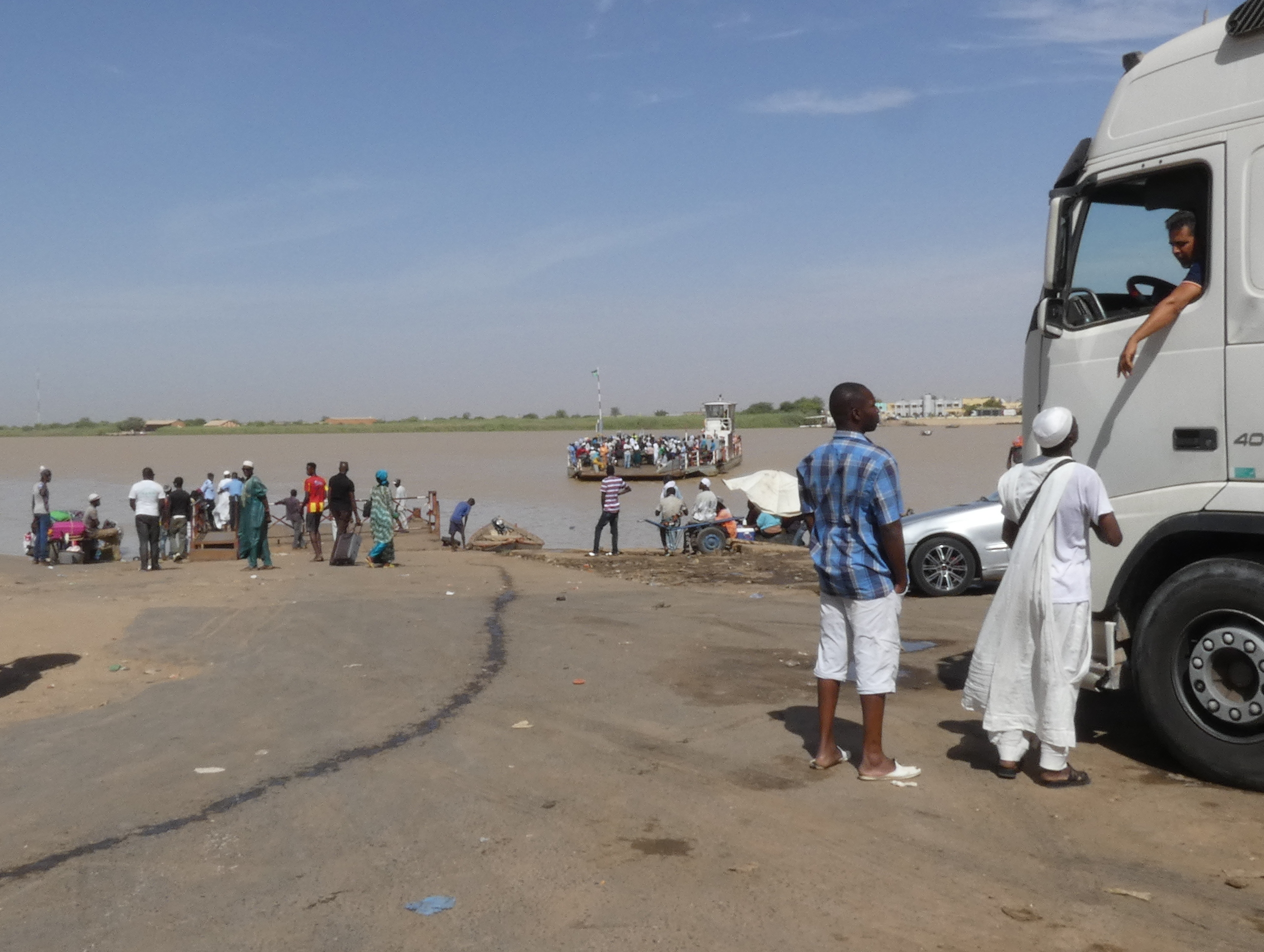
Die einfahrende Fähre Rosso von der senegalesischen Seite (2017)

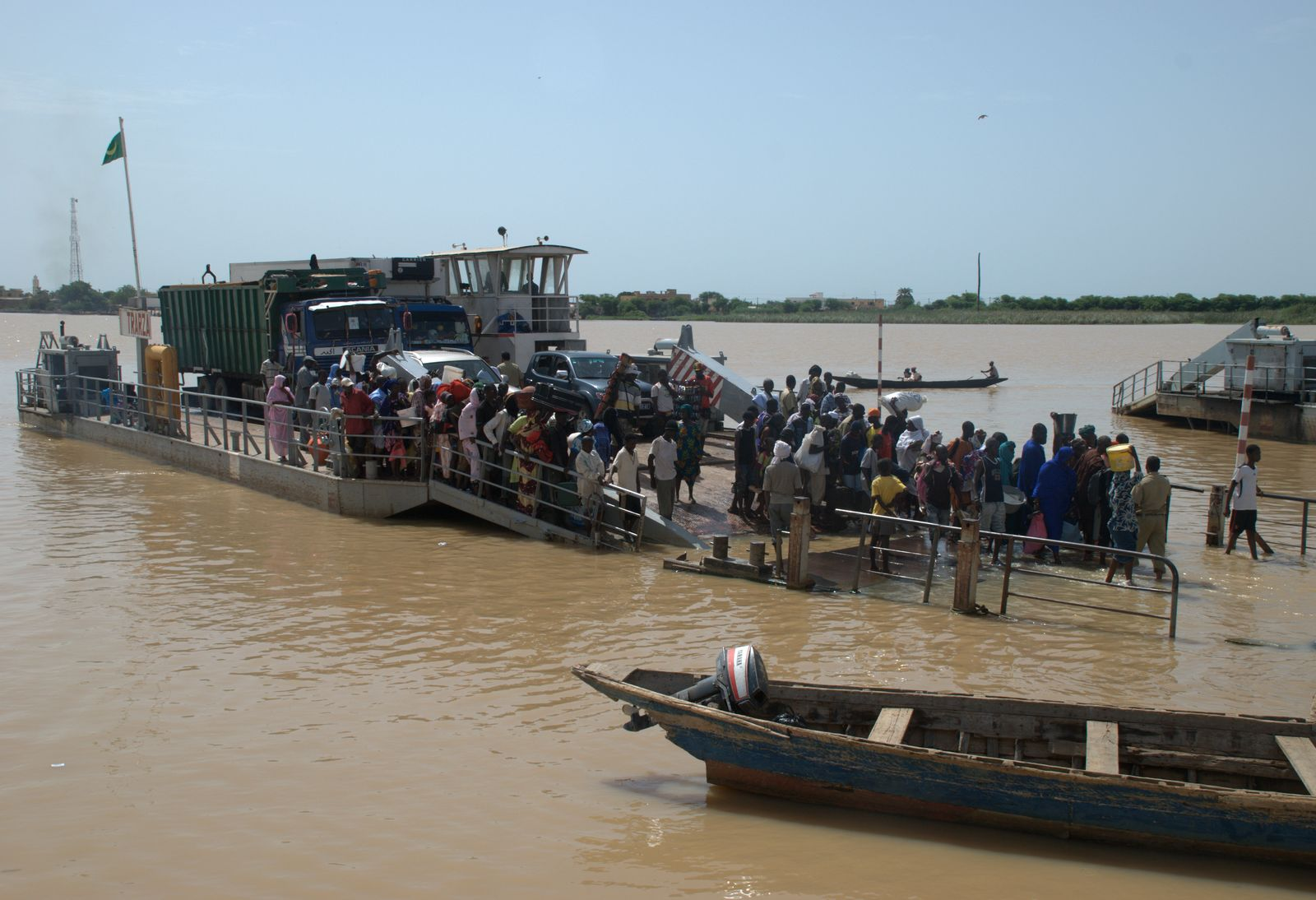
Angelegt beim Entladen auf mauretanischer Seite (2010)

Die Fähre Rosso ist eine Fährverbindung über den Fluss Senegal zwischen den Städten Rosso (Mauretanien) und Rosso (Senegal). Sie wird, zusammen mit einer Fähre bei Kaédi, betrieben von der Société des Bacs de Mauritanie (SBM). Der Fluss Senegal markiert an dieser Stelle die Grenze zwischen den Staaten Senegal im Süden und Mauretanien im Norden. Die Fähre verknüpft die Enden zweier Nationalstraßen, der N 2 (Senegal) (16° 30′ 16″ N, 15° 48′ 36,5″ W) sowie der N2 (Mauretanien) (16° 30′ 31,2″ N, 15° 48′ 42,3″ W) mit einer 500 Meter langen Überfahrt über den Fluss und schafft so eine durchgehende Verkehrsverbindung zwischen den beiden Hauptstädten Dakar und Nouakchott im Verlauf des Kairo-Dakar-Highways.
Der Fährverkehr pendelt nach Plan viermal täglich hin und her (bei Bedarf und nach Kapazität auch öfter) und wird von zwei Autofähren bedient, die Personen, Handelsware, landwirtschaftliche Erzeugnisse, Vieh und Konsumgüter per Pkw, Lkw oder Fuhrwerk befördern. Bei jeder Fahrt können bis zu zwei 30-Tonner und zwei Fünftonner mitgenommen werden. Eine Überfahrt dauert sieben bis acht Minuten.
Es gibt zahlreiche Schilderungen, wonach von Touristen zu Fuß oder mit eigenem Fahrzeug bei der Vergabe der Ausreisestempel aus Mauretanien Bestechungsgeld verlangt wurde.
Die Fährverbindung stellt ein Nadelöhr für den Verkehr nicht nur zwischen Mauretanien und Senegal, sondern auch für den zwischen Nord- und Westafrika insgesamt dar. Anstelle der Fähre, die aktuell von durchschnittlich 115 Fahrzeugen täglich genutzt wird, soll eine Brücke entstehen, für die eine anfängliche Steigerung des Verkehrsaufkommens auf 370 Fahrzeuge erwartet wird bei einer weiteren Vervielfachung in den folgenden Jahren. Die Staatspräsidenten der beiden beteiligten Länder, Macky Sall und Mohamed Ould Abdel Aziz haben für das Bauprojekt Pont de Rosso am 30. November 2021 den Grundstein gelegt.